# Tencent Video
Tencent Video (Tiếng trung:腾讯视频), là một trang web phát video Stream của Trung Quốc, thuộc sở hữu của Tencent. Tính đến tháng 3 năm 2019, trang web này đã có hơn 900 triệu người dùng hoạt động hàng tháng trên thiết bị di động, và 89 triệu người đăng ký.
Tháng 4 năm 2011, Tencent Video chính thức ra mắt với một tên miền độc lập. Tencent Video hỗ trợ phát video trực tuyến theo yêu cầu và phát sóng truyền hình, đồng thời cung cấp danh sách quản lý, điều chỉnh âm thanh, chất lượng màu của video và các dịch vụ chức năng khác.
Chiến lược của Tencent Video tập trung vào việc phát triển nội dung gốc và hỗ trợ các chương trình gốc, phim tự làm, phim siêu ngắn và phim ngắn.
Tính đến tháng 10 năm 2017, Tencent Video có doanh thu là 65,2 tỷ nhân dân tệ (9,87 tỷ USD). Tháng 9 năm 2017, Tencent Video là một trong tám ứng dụng Trung Quốc lọt top 30 ứng dụng di động có danh thu cao nhất trong App Store và Google Play Stores. Tháng 10 năm 2017, Tencent Video lọt top 15 ứng dụng có thu nhập hàng tháng trên toàn cầu cao nhất. Tencent Video cũng xếp thứ nhất về doanh thu của các ứng dụng giải trí iOS tại Trung Quốc vào tháng 10 năm 2017.
Vào năm 2018, phiên bản quốc tế của Tencent Video là WeTV chính thức ra mắt. Giống như đối thủ IQIYI, WeTV đã tung ra các dịch vụ nghe nhìn ở các quốc gia và khu vực bên ngoài Trung Quốc. Ngoài việc phát sóng một số chương trình do Tencent Video độc quyền phát hành, nó còn mua bản quyền của một số tác phẩm ở nước ngoài hoặc hợp tác với các công ty điện ảnh và truyền hình trong nước để phát hành các chương trình gốc.

## Chương trình

### Phim truyền hình / Phim chiếu mạng
- Cung Tỏa Lưu Ly
- Khoái lạc Elife
- Mùa Làm Đẹp

- Thám Linh Đương Án
- Năm Tháng Tung Bay
- Cô Gái Trong Tủ Lạnh
- Kẻ Hắc Ám (Phần 1)
- Tình Yêu Thời Weibo
- Tứ Đại Manh Bổ
- Cafe Lạ
- Thê Thiếp Đầy Đàn
- Cung Tỏa Lưu Ly 2

- Nghịch Quang Chi Luyến
- Địch Nhân Kiệt
- Thiếu Niên Chí
- Siêu Cấp Đại Anh Hùng
- Tôi Là Nam Thần
- Lưu Lệ Hoa Viên
- Thập Dạ Đàm
- Kẻ Hắc Ám (Phần 2)
- Cành Oliu Xanh Đỏ
- Nghịch Tập Yêu Phải Tình Địch
- Đại Hiệp Hoàng Phi Hồng
- Siêu Năng Tả Thủ
- Bức Tranh Lãng Mạn Về Tình Yêu Quê Hương
- Người Chim
- Lão Bào Nhi

- Thám Tử Ngọt Ngào
- Ông Chủ Đến Rồi
- Thế Giới Nóng Làm Sao
- Thủ Hộ Giả
- Trùng Sinh: Danh Lưu Cự Tinh
- Duyên Đến Hạnh Phúc
- Bạn Trai Kì Diệu Của Tôi
- Thái Điểu Diêm Vương
- Quán Ăn Thâm Tỉnh
- Phú Quý Bức Nhân
- Cát Tường Thiên Bảo
- Đại Tiên Nha Môn
- Lục Phiến Môn
- Liêu Trạch: Siêu Năng Tỷ Tỷ Đại tác Chiến
- Cùng Tôi Vượt Qua Thanh Xuân
- Nhật Ký Trưởng Thành Của Nữ Oa (hoạt hình)
- Ẩm Thực Nam Nữ (Phần 4)
- Bảo Vệ Nóng Bỏng Của Tôi
- Pudding-Headed (Phần 1)
- Trung Quốc Tán Hỏa Nhân
- Thiên Hậu Điên Cuồng (Phần 1)
- Học Viên Siêu Sao
- Trần Nhị Cẩu Yêu Nghiệt Nhân Sinh (Phần 1)
- Định Chế Hạnh Phúc
- Người Đàn ông Thực Tập
- Ẩm Thực Nam Nữ (Phần 5)
- Vi Năng Lực Giả
- Ban Nhạc Cho Tôi
- Mỗi Người Đều Có Bí Mật
- Trần Nhị Cẩu Yêu Nghiệt Nhân Sinh (Phần 2)
- Hoa Bay Đi Không Trở Lại
- Công Việc Ban Đêm
- Thanh Vân Chí
- Ma Thổi Đèn: Tinh tuyệt cổ thành
- Chỉnh Dung Công Lược
- Kỷ Nguyên Thể Thao Điện Tử

- Ẩm Thực Nam Nữ (Phần 6)
- Thiếu Gia Ác Ma Đừng Hôn Tôi (Phần 1)
- Hoa Mộc Lan (Bản nhí)
- Côn Luân Khuyết: Tiền Thế Kim Sinh
- Tây Du Kí: Hồng Hài Nhi (Bản nhí)
- Học Viện Tiên Giới Của Tôi
- Bạn Cùng Phòng Của Tôi Là Hồ Tiên
- Du Thử Nhất Sinh
- Hẹn Hò, Tình Yêu Nó Là Cái Gì
- Hỏa Tuyến Xuất Kích
- Hương Thôn Ái Tình 9
- Huyễn Thành Phàm Thế
- Thiếu Gia Ác Ma Đừng Hôn Tôi (Phần 2)
- Hàng Yêu Ký (Bản nhí)
- Thần Thú Ma Thương Quán
- Nhà Hàng Rắc Rối
- Đức Ca Không Thể Tưởng Tượng Nổi
- Mùa Hè Của Hồ Ly
- Thợ Săn Võng Hồng
- Nhà Tâm Lý Học
- Long Châu Truyền Kỳ
- Đinh Đinh Tiểu Tỷ
- Mạt Pháp Vương Tọa
- Bạn Trai Của Bạn Gái Tôi (Phần 1)
- Nghịch Tập: Tinh Đồ Thôi Xán
- Bạn Trai Robot Của Tôi
- Sát Bất Tử (SBS)
- Thiếu Niên Hơi Ngầu (Phần 1)
- Hồng Môn Huynh Đệ
- Song Thế Sủng Phi
- Pudding-Headed (Phần 2)
- Ma Thổi Đèn: Mộ Hoàng Bì Tử
- Tôi Muốn Trở Thành Hồng Quân (Bản nhí)
- Bạn Trai Của Bạn Gái Tôi (Phần 2)
- Thiếu Niên Hơi Ngầu (Phần 2)
- Vô Tâm Pháp Sư 2
- Yêu Xa
- Thời Thanh Xuân Đẹp Nhất
- Buông Bỏ Tam Quốc (Bản nhí)
- Đại Vương Không Dễ Làm
- Thần Tinh Học Muội (Phần 1)
- Lớp Trưởng Đại Nhân (Phần 1)
- Sứ Đồ Hành Giả 2
- Thần Tinh Học Muội (Phần 2)
- Yêu Anh Một Vạn Năm
- Hồng Lâu Mộng (Bản nhí)
- Năm Quan Chức Nhỏ
- Lớp Trưởng Đại Nhân (Phần 2)
- Khai Phong Kỳ Đàm
- Độc Bộ Thiên Hạ
- Gửi Thời Thanh Xuân Tươi Đẹp Của Chúng Ta
- Hải Thượng Mục Vân Ký
- Sóng Gió Gia Tộc 3
- Lương Sơn Bá Và Chúc Anh Đài
- Quốc Sĩ Vô Song Hoàng Phi Hồng
- Long Nhật Nhất, Anh Chết Chắc Rồi (Phần 1)
- Bảy Cái Tôi
- Hoa Lạc Cung Đình Thác Lưu Niên (Thâm Cung Truyện) (Phần 1)
- Bất Phụ Như Lai Bất Phụ Nàng

- Hoa Lạc Cung Đình Thác Lưu Niên (Thâm Cung Truyện) (Phần 2)
- Long Nhật Nhất, Anh Chết Chắc Rồi (Phần 2)
- Ông Chồng Quốc Dân
- Cảnh Khuyển Ở Đây
- Hạnh Phúc Trong Tầm Tay
- Biến Thân Bạn Gái
- U Lan Hồ: Ngự Trù Giá Đáo (Phần 1)
- Hương Thôn Ái Tình (Thượng)
- Độc Cô Thiên Hạ
- Pudding-Headed (Phần 3)
- Tiếu Ngạo Giang Hồ (2018)
- Nhân Sinh Nếu Như Lần Đầu Gặp Gỡ
- U Lan Hồ: Ngự Trù Giá Đáo (Phần 2)
- Hương Thôn Ái Tình (Hạ)
- Tam Quốc Cơ Mật: Tiềm Long Tại Uyên
- Lôi Đình Chiến Cảnh
- Mùa Hạ Thoáng Qua
- Thủy Hử (Bản nhí)
- Bát Tiên Quá Hải (Bản nhí)
- Manh Thê Thực Thần
- Thám Tử Mơ Hồ
- Ôi! Hoàng Đế Bệ Hạ Của Tôi (Phần 1)
- Tình Yêu Ngoại Tuyến
- Tiền Đồ Lớn Lao: Song Long Hội
- Bao Thanh Thiên: Tần Xuân Liên Và Trần Thế Mỹ (Bản nhí)
- Kết Ái: Mối Tình Đầu Của Thiên Tuế Đại Nhân
- Niệm Niệm
- Ôi! Hoàng Đế Bệ Hạ Của Tôi (Phần 2)
- Phố Wall Phương Đông
- Cung Tâm Kế 2: Thâm Cung Kế
- Cốt Ngữ
- Bạn Gái Tôi Muốn Lên Trời
- Cô Gái Đến Từ Đại Dương
- Bước Đến Thế Giới Của Em
- Trái Tim Chân Thành
- Mau Đưa Anh Tôi Đi Dùm Cái (Bản truyền hình)
- Tố Thủ Già Thiên
- Trở Lại Tuổi 20
- Sa Hải
- Giới Hạn 24 Giờ
- Chọc Phải Điện Hạ Lạnh Lùng
- Pháp Y Tần Minh: Người sống sót
- Dạ Thiên Tử
- Như Ý Truyện
- Rất Vui Được Gặp Bạn
- Đấu Phá Thương Khung (Phim truyền hình)
- Hổn Thế Tiểu Ma Đầu
- Ánh Sao Kia Thuộc Về Anh
- Khuynh Thế Yêu Nhan
- Thịnh Đường Huyễn Dạ
- Song Thế Sủng Phi 2
- Cô Giáo Xinh Đẹp Của Tôi (Phần 2)
- Tương Dạ
- Thiên Môn Giang Hồ: Ngụy Diện Nghi Vân
- Đồ Đệ Nhà Ta Lại Treo Rồi
- Sống Không Dũng Cảm Uổng Phí Thanh Xuân
- Thiếu Gia Ác Ma Của Ta
- Tiểu Ca Ca Có Yêu Khí
- Thanh Xuân Rực Rỡ Của Tôi
- Gió Cũng Trở Nên ngọt Ngào Khi Yêu Em
- Có Lẽ Là Yêu
- Vì Sao Lãng Mạn
- Bẫy Trong Bẫy
- Dũng Cảm Tiến Lên Để Yêu Em

- Tại Sao Boss Muốn Cưới Tôi (Phần 1)
- Tâm Oan
- Ma Thổi Đèn: Nộ Tinh Tương Tây
- Tám Phút Ấm Áp
- Độc Cô Hoàng Hậu
- Tân Ỷ Thiên Đồ Long Ký
- Đại Đường Ma Đạo Đoàn
- Thế Giới Ma Pháp Của Tiểu Linh
- Lãnh Án
- Đại Tống Bắc Đẩu Tư
- Học Viện Mary
- Ngôi Sao Sáng Nhất Bầu Trời Đêm
- Kẻ Hắc Ám (Phần 3)
- Thiết Thám
- Gửi Thời Thanh Xuân Ấm Áp Của Chúng Ta
- Yêu Em, Người Chữa Lành Vết Thương Cho Anh
- Thần Thám
- Anh Chỉ Thích Em
- Thính Tuyết Lâu
- Hà Nhân Sinh Hoàn
- Bạch Phát
- Phượng Dịch
- Lớp Trưởng Điện Hạ
- Nộ Hải Tiềm Sa Và Tần Lĩnh Thần Thụ
- Thầm Yêu: Quốc Sinh Hoài Nam
- Nơi Sâu Thẳm Trái Tim
- Hỏa Bạo Thiên Vương
- Trần Tình Lệnh
- Thần Khuyển Tiểu Thất 3
- Xin Hãy Cho Tôi Một Đôi Cánh
- Thiên Chân Phái Tây Du Ký
- Toàn Chức Cao Thủ
- Cực Hạn 17: Vũ Nhĩ Đồng Hành
- Cô Gái Ngoài Hành Tinh Sài Tiểu Thất
- Tuổi 18 Vô Tận
- Bước Vào Ký Ức Của Anh
- Chín Ngàn Mét Tình Yêu
- Cực Hạn 17: Ván Trượt Linh Hồn
- Biến Địa Dương Quang
- Ông Chồng Quốc Dân 2
- Thiếu Niên Phi Hành
- Cực Hạn 17: Bóng Chuyền
- Chủ Nghĩa Ngoại Hình Là Trên Hết
- Không Phụ Thời Gian
- Đừng Chạm Vào Nơi Mềm Yếu Trong Tim Tôi
- Học Cảnh Toàn Phong
- Vô Cùng Thích Anh
- Ánh Trăng Soi Sáng Lòng Ta
- Trọng Lực Của Cầu Vòng
- Không Có Bí Mật Với Em
- Kẽ Hở Thời Không
- Nhân Sinh Của Bạch Hồ Ly (Cửu Dạ Hồi)
- Hạ Cánh Tình Yêu
- Thuở Xưa Có Ngọn Núi Linh Kiếm
- Tiêm La Mật Mã
- Dư Khánh Niên (Phần 1)
- Đường Parabol Thanh Xuân
- Cậu Là Kỳ Tích Của Tôi
- Thiên Hạ Phản Biện
- Bất Tri Đông Phương Ký Bạch
- Điện Hạ Đại Nhân Chọc Không Nổi
- Mộng Hồi
- Ngọn Lửa Lạnh Của Biên Giới

- Bồng Lai Gian
- Bộ Tứ Quyền Anh
- Tương Dạ 2
- Tam Sinh Tam Thế Chẩm Thượng Thư
- Lưu Lão Căn 3
- Tại Sao Boss Muốn Cưới Tôi (Phần 2)
- Đại Đường Nữ Pháp Y
- Đặc Công Đừng Ồn Ào
- Vô Tâm Pháp Sư 3
- Cửu Châu Thiên Không Thành 2
- Dù Quên Em, Vẫn Nhớ Rõ Tình Yêu
- Ngẩn Cao Đầu Có Ánh Sao
- Cô Ấy Không Hoàn Mỹ
- Thanh Phong Minh Nguyệt Giai Nhân
- Ma Thổi Đèn: Mê Động Long Lĩnh
- Tôi là Dư Hoan Thủy
- Gửi Thời Mỹ Mãn Ngọt Ngào Của Chúng Ta
- Trường An Thiếu Niên Hành
- Bỉ Ngạn Hoa
- Khoái Lạc 520
- Người Vợ Tốt
- Bẫy Trong Bẫy: Giám Mặc Tầm Từ
- Noãn Noãn, Xin Chỉ Giáo Nhiều
- Trường Tương Thủ
- Trần Thiên Thiên, Ngày Ấy Bây Giờ
- Hải Hữu Ký
- Tình Yêu Chàng Cáo và Nàng Hoa Hồng (Người Đàn Ông Của Tù Trưởng)
- Nguyệt Thượng Trùng Hỏa
- Làm Đại Tiểu Thư Thật Khó
- Em Là Định Mệnh Đời Anh
- Thiếu Niên Du: Một Tất Tương Tư
- Lang Điện Hạ
- Phượng Quy Tứ Thời Ca
- Đếm Ngược Thời Gian Để Gặp Em
- Người Yêu Không Nói Dối
- Cẩm Tú Nam Ca
- Chiến Độc
- Vượt Qua Hỏa Tuyến
- Thả Thính Phượng Minh
- Nữ Thế Tử
- Tòa Tháp Chết
- Thiếu Nữ Đại Nhân
- Em Đến Cùng Mùa Hè
- Quảng Thời Gian Tươi Đẹp Của Chúng Ta
- Âm Mưu
- Trường An Nặc
- Yêu Em Từ Dạ Dày
- Bí Mật Của Em
- Phù Thế Song Kiều Truyện
- Thanh Mai Xứng Đôi Trúc Mã
- Sứ Đồ Hành Giả 3
- Cửu Châu Bá Chủ
- Kính Gửi Nhà Thiết Kế
- Huynh Đài Xin Dừng Bước
- Hữu Phỉ
- Rất Muốn Ở Bên Anh
- Tình Thâm Duyên Khởi
- Kim Tịch Hà Tịch
- Đổi Mặt
- Nam Thần Bọt Sóng
- Hoa Hồng Thời Gian Trong Gió Bão
- Tiềm Mộng Truy Hung
- Dear Renew
- Trăm Năm Hòa Hợp, Ước Định Một Lời
- Trắng Đen Sáng Tỏ
- Chuyện Tình Lãng Mạn Của Ta Và Thiếu Gia
- Bí Mật Võ Lâm: Mỹ Nhân Đồ Giám
- Kính Song Thành

- Em Đẹp Nhất Trần Gian
- Hạnh Phúc Nhỏ Của Anh
- Ta Chính Là Một Cô Nương Như Thế
- Thầm Yêu Quốc Sinh Hoài Nam
- Lực Lượng Phản Ứng 2021
- Đánh Thức Anh Hùng
- Linh Lung
- Đấu La Đại Lục
- Cẩm Tâm Tựa Ngọc
- Trường Ca Hành
- Tiểu Thư Quạ Đen Và Tiên Sinh Thằn Lằn
- Ngộ Long
- Song Thế Sủng Phi 3
- Tôi Và Thời Niên Thiếu Của Tôi
- Thiên Cổ Quyết Trần
- Nhạn Quy Tây Song Nguyệt
- Em Là Niềm Kêu Hãnh Của Anh
- Dư Sinh, Xin Chỉ Giáo Nhiều Hơn
- Mây Đen Gặp Trăng Sáng
- Khi Em Mỉm Cười Rất Đẹp
- Hộc Châu Phu Nhân
- Hạo Y Hành
- Tảo Hắc Phong Bạo
- Lập Trình Viên Đáng Yêu
- Quốc Tử Giám Có Một Nữ Đệ Tử
- Chỉ Là Quan Hệ Hôn Nhân
- Gia Nam Truyện
- Hộc Châu Phu Nhân
- Tuyết Trung Hãn Đao Hành
- Lương Ngôn Tả Ý

### Chương trình tạp kỹ
- Cư Dân Thung Lũng Hoa Đào 50 km
- Offer Rung Động Lòng Người
- Offer Rung Động Lòng Người (Mùa 2)
- Bạn Có Bình Thường
- Lữ Hành
- Sáng Tạo Doanh 2019
- Sáng Tạo 101
- Sáng Tạo Doanh 2020
- Sáng Tạo Doanh 2021
- Hoàng Tử Son Môi
- Hợp Xướng Nào! 300
- Thổ Tào Đại Hội (Roast)
- HaHaHaHaHa
- Kỳ Ngộ Nhân Sinh
- Không Gian Song Song Gặp Được Anh
- Đức Vân Đấu Tiếu Xã
- Tín Hiệu Trái Tim Rung Động
- Tín Hiệu Trái Tim Rung Động (Mùa 2)
- Tín Hiệu Trái Tim Rung Động (Mùa 3)
- Tín Hiệu Trái Tim Rung Động (Mùa 4)
- Nhà Hàng Không Quên (Forget Me Not Cafe)
- Vừa Hay Ta Còn Trẻ
- Xin Nhờ Tủ Lạnh (Go Fridge)
- Hãy Để Tôi Đi, Baby
- Minh Nhật Chi Tử
- Minh Nhật Chi Tử 2
- Minh Nhật Chi Tử 3: Thời Đại Thủy Tinh
- Minh Nhật Chi Tử 4: SUPER BAND
- Minh Nhật Chi Tử 5: Mùa Sáng Tác
- Tung Hoành Ngang Dọc Tuổi 20
- Tung Hoành Ngang Dọc Tuổi 20 (Mùa 2)
- Diễn Viên Mời Vào Chỗ
- Diễn Viên Mời Vào Chỗ (Mùa 2)
- Sở Nghiên Cứu Hỏa Tiễn Thiếu Nữ 101
- Chúng Ta Nhiệt Huyết
- YO! BANG
- Hẹn Hò Đại Minh Tinh (Date Super Star)
- Nghe Cô Ấy Nói
- Rock & Roast
- Life is Beautiful
- Trò Chơi Siêu Tân Tinh (Super Novae Games)
- Phong Vị Nhân Gian (Once Upon A Bite)
- Hip Hop Girl